# Площа Перемоги (станція метро, Мінськ)
53°54′32″ пн. ш. 27°34′28″ сх. д. / 53.90889° пн. ш. 27.57444° сх. д.
Пло́ща Перемо́ги (біл. Пло́шча Перамо́гі) — станція Мінського метрополітену Московської лінії. Розташована між станціями Жовтнева та Площа Якуба Коласа. Відкрита 30 червня 1984 року у складі першої черги метрополітену.

## Виходи
Один вихід веде у підземний перехід під площею Перемоги та до монументу Перемоги. Другий розташований на розі проспекту Незалежності з вулицею Козлова та проспектом Машерова.

## Пересадки
- Автобус: 18, 19, 26, 26а, 39, 100;
- Трамвай: 1, 3, 4, 6, 11

## Галерея

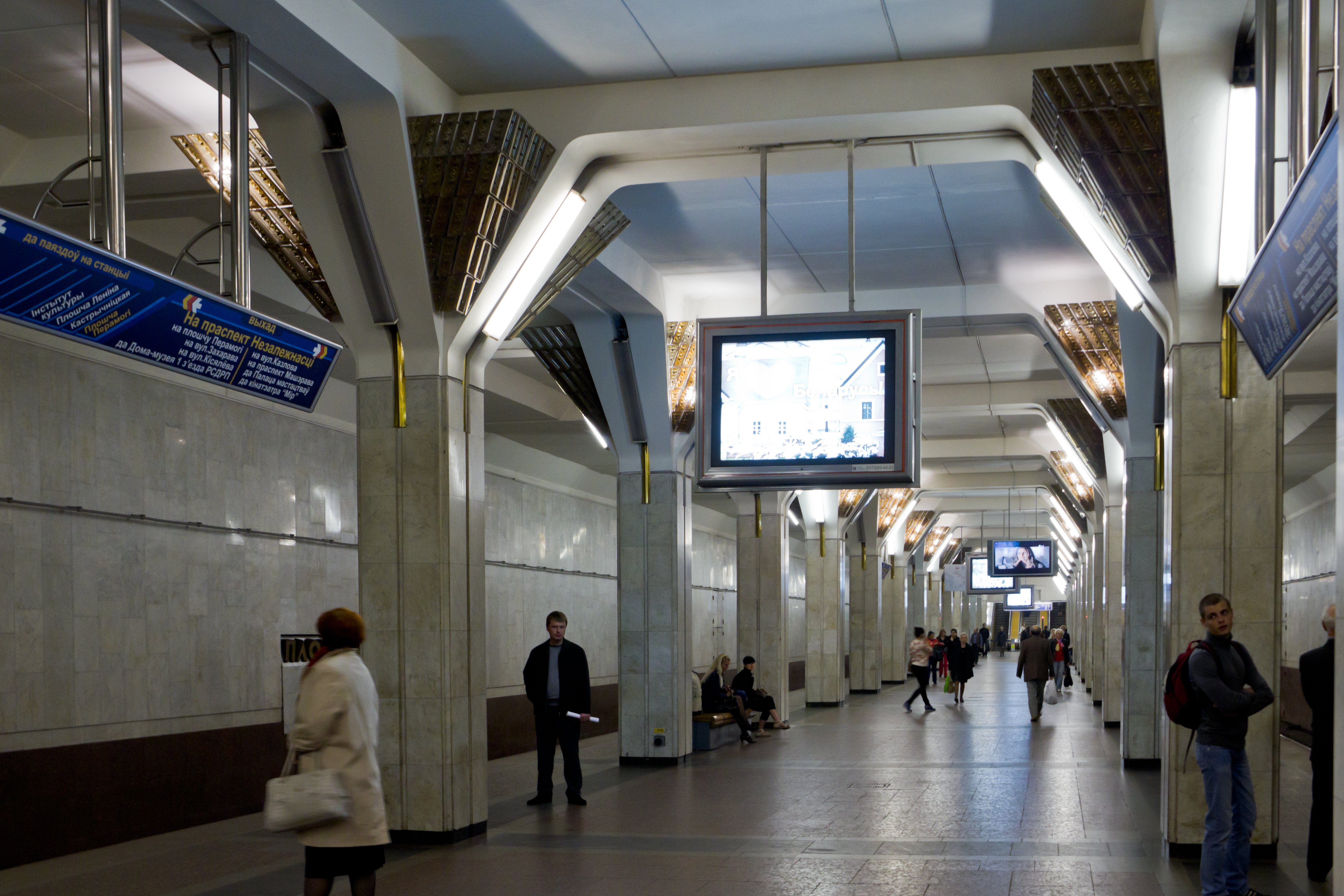
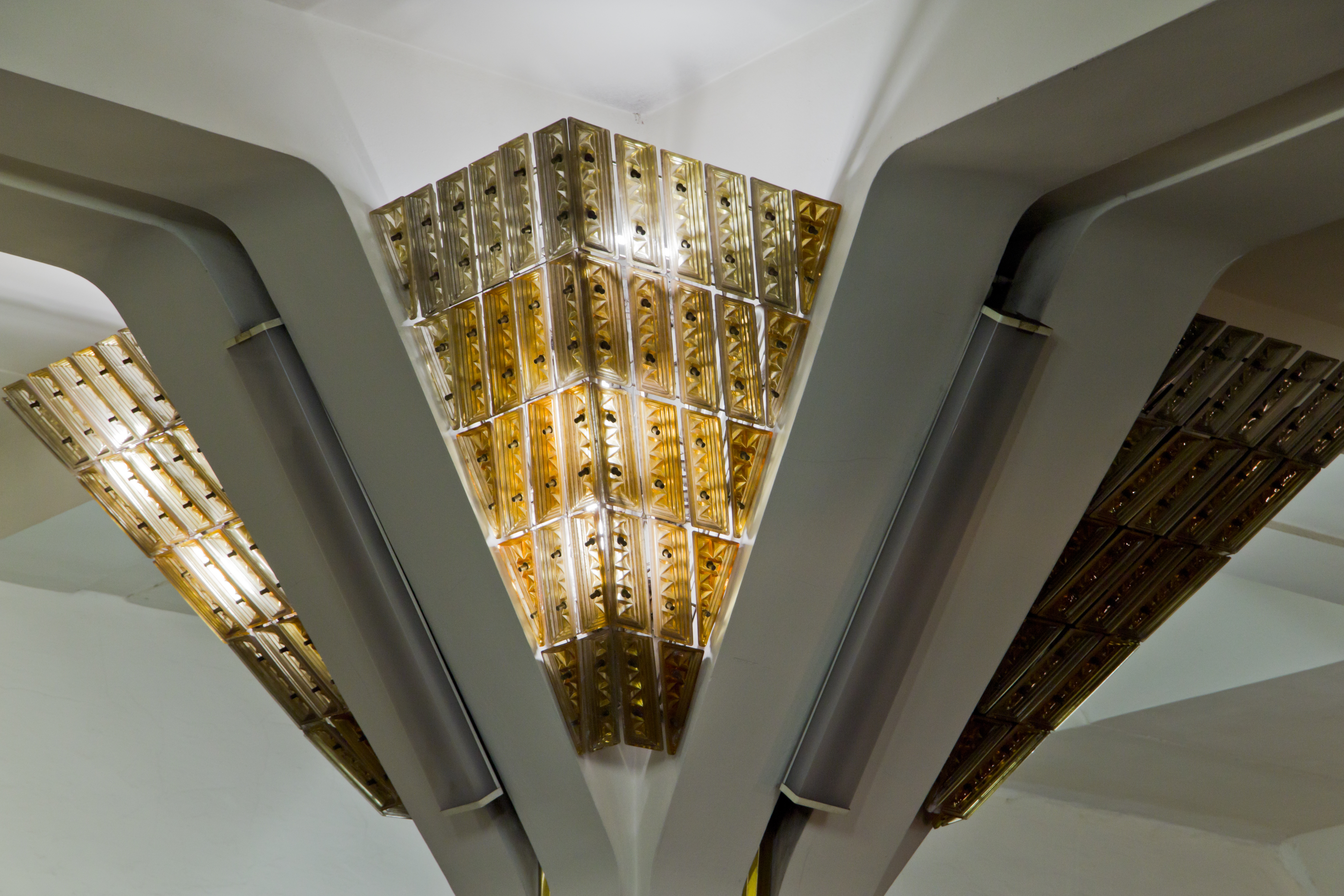
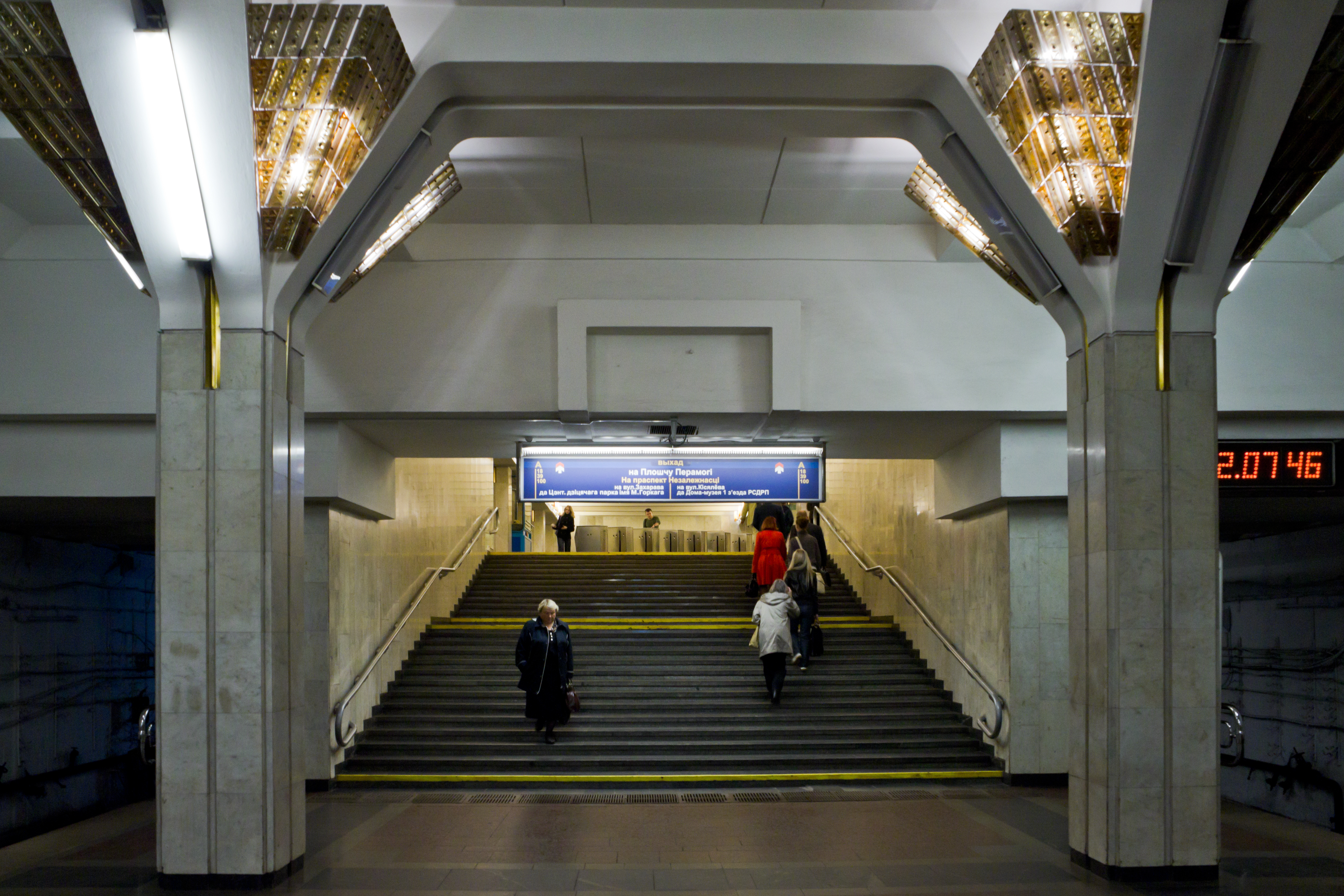
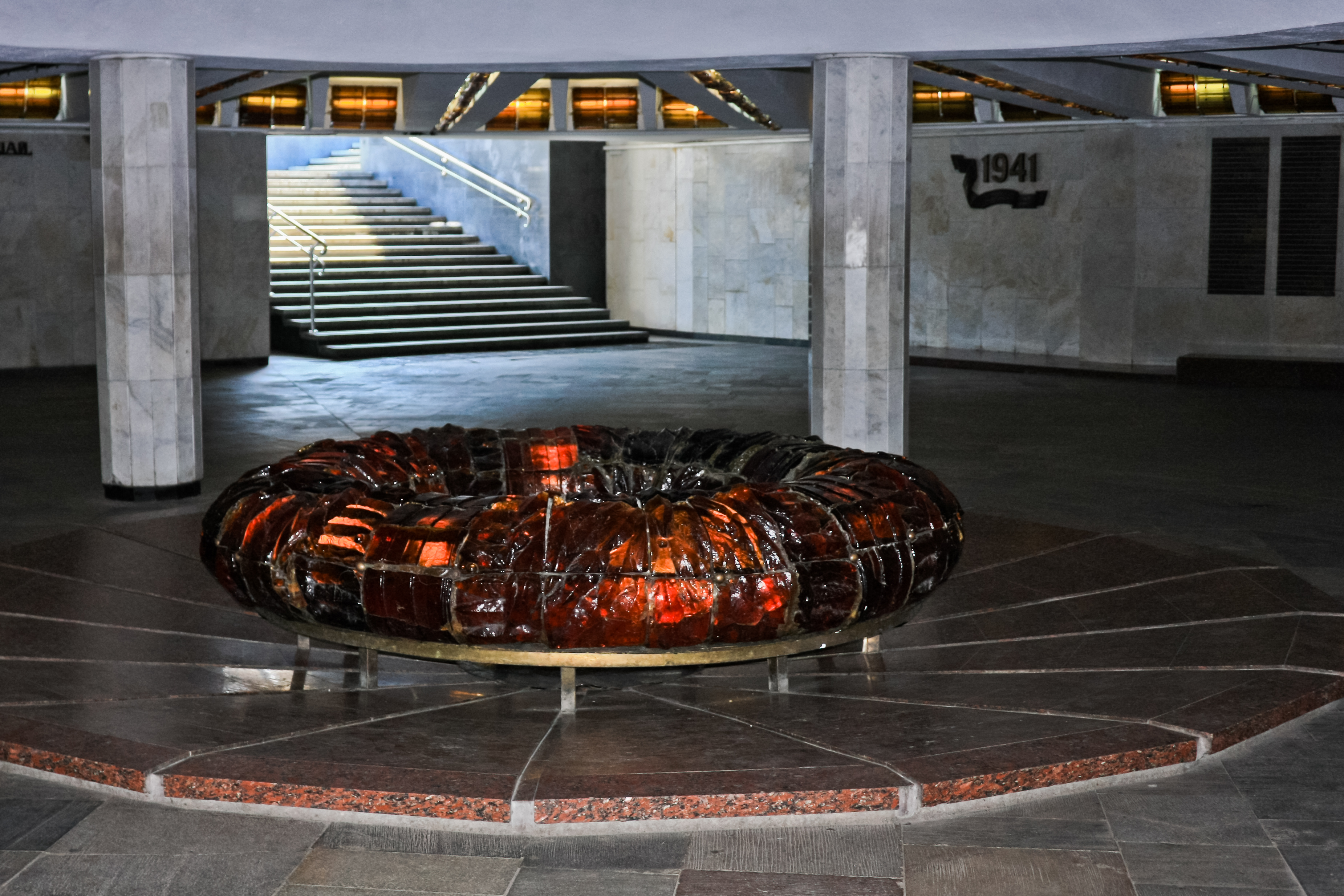